# Причепа українська
Причепа українська, ториліс український (Torilis ucranica) — вид рослин з родини окружкових (Apiaceae), поширений у Європі, Туреччині, Грузії.

## Опис
Однорічна рослина висотою 20–60 см. Листки в контурі подовжено-яйцеподібні, 2-3-перисті, з лінійно-ланцетними перисто-надрізаними часточками і лінійно-довгастими часточками останнього порядку. Листочки обгортки лінійно-шилоподібним, майже рівні променям зонтика. Плоди яйцеподібні, до 2 мм завдовжки. 

## Поширення
Поширений у Європі, Туреччині, Грузії.
В Україні зростає в дубових лісах, на узліссях, серед чагарників, на луках, на відкритих схилах — на південному заході, на Правобережжі (в Хмельницькій і Одеській областях) і на Лівобережжі (в Запорізькій і Херсонській областях).